# Sent Helitz
Sent Helitz deu Castèth (francès Saint-Élix-le-Château) és un municipi francès, situat a la regió d'Occitània, departament de l'Alta Garona.